# Kareem Harris
Kareem Harris (sinh ngày 6 tháng 1 năm 1988 ở Saint Kitts và Nevis) là một cầu thủ bóng đá người Saint Kitts và Nevis thi đấu ở vị trí hậu vệ cho Washington Archibald HS.

## Sự nghiệp
Anh cũng từng thi đấu cho St. Peters FC và since tháng 6 năm 2008 for the League rival Washington Archibald HS.

### Quốc tế
Hậu vệ này có màn ra mắt quốc tế cho St. Kitts và Nevis vào ngày 8 tháng 11 năm 2008 trước Đội tuyển bóng đá quốc gia Trinidad và Tobago. Từ đó đến nay anh có 15 lần khoác áo đội tuyển quốc gia.